# Bangladeschische Fußballnationalmannschaft (U-23-Männer)
Die bangladeschische U-23-Fußballnationalmannschaft ist eine Auswahlmannschaft bangladeschischer Fußballspieler. Sie untersteht dem bangladeschischen Fußballverband BFF und repräsentiert diesen international auf U-23-Ebene, etwa in Freundschaftsspielen gegen die Auswahlmannschaften anderer nationaler Verbände, bei U-23-Asienmeisterschaften sowie den Fußballturnieren der Olympischen Sommerspiele, der Asienspiele und der Südasienspiele.
Bisher konnte sich die Mannschaft nicht für das olympische Fußballturnier oder die U-23-Asienmeisterschaft qualifizieren. Bei den Südasienspielen 2010 gewann die Mannschaft erstmals die Goldmedaille. An den Asienspielen nahm Bangladesch fünfmal teil und schaffte es 2018 in das Achtelfinale.
Spielberechtigt sind Spieler, die ihr 23. Lebensjahr noch nicht vollendet haben und die bangladeschische Staatsangehörigkeit besitzen.

## Bilanzen
| Olympische Spiele - 1992: Nicht qualifiziert - 1996 bis 2000: Nicht teilgenommen - 2004 bis 2020: Nicht qualifiziert U-22-/23-Asienmeisterschaften - 2014 bis 2020: Nicht qualifiziert Asienspiele - 2002: Gruppenphase - 2006: Gruppenphase - 2010: Gruppenphase - 2014: Gruppenphase - 2018: Achtelfinale | Südasienspiele - 2004: Gruppenphase - 2006: Gruppenphase - 2010: Erster - 2016: Dritter |